# Brian Burke
Pour les articles homonymes, voir Burke.
Ne doit pas être confondu avec Bryan Burk.
Brian Burke (né le 30 juin 1955 à Providence, État du Rhode Island) est un joueur professionnel américain de hockey sur glace. Il fut, jusqu'au 9 janvier 2013 président et directeur général des Maple Leafs de Toronto de la Ligue nationale de hockey,.

## Statistiques
Pour les significations des abréviations, voir Statistiques du hockey sur glace.
| Saison     | Équipe                 | Ligue      |    | Saison régulière | Saison régulière | Saison régulière | Saison régulière | Saison régulière |   | Séries éliminatoires | Séries éliminatoires | Séries éliminatoires | Séries éliminatoires | Séries éliminatoires |
| Saison     | Équipe                 | Ligue      | PJ | B                | A                | Pts              | Pun              | PJ               | B | A                    | Pts                  | Pun                  |                      |                      |
| 1973-1974  | Friars de Providence   | NCAA       | 25 | 0                | 1                | 1                | 11               | -                | - | -                    | -                    | -                    |                      |                      |
| 1976-1977  | Friars de Providence   | NCAA       | 29 | 9                | 7                | 16               | 27               | -                | - | -                    | -                    | -                    |                      |                      |
| 1976-1977  | Indians de Springfield | LAH        | 7  | 0                | 0                | 0                | 2                | -                | - | -                    | -                    | -                    |                      |                      |
| 1977-1978  | Mariners du Maine      | LAH        | 65 | 3                | 5                | 8                | 60               | 8                | 0 | 0                    | 0                    | 25                   |                      |                      |
| Totaux LAH | Totaux LAH             | Totaux LAH | 72 | 3                | 5                | 8                | 62               | 8                | 0 | 0                    | 0                    | 25                   |                      |                      |

## Trophées et honneurs personnels
- 1978 : remporte la Coupe Calder de la Ligue américaine de hockey avec les Mariners du Maine.